# سن-پیر-دو-لامی، کبک
سن-پیر-دو-لامی (به فرانسوی: Saint-Pierre-de-Lamy) شهری در منطقه شهری تمیسکوواتا ناحیه با-سن-لوران در استان کبک کانادا است. در سرشماری سال ۲۰۱۱ این شهر ۱۰۹ نفر جمعیت داشته‌است و مساحت آن ۱۱۵٫۴۶ کیلومتر مربع است.